# Chambornay-lès-Pin
Chambornay-lès-Pin település Franciaországban, Haute-Saône megyében. Lakosainak száma 380 fő (2022. január 1.). Chambornay-lès-Pin Gézier-et-Fontenelay, Cussey-sur-l’Ognon, Sauvagney, Étuz és Vregille községekkel határos.

## Népesség
A település népességének változása:
| Lakosok száma | 335  | 347  | 365  | 361  | 359  | 357  | 354  | 367  | 380  |
|               | 2013 | 2015 | 2016 | 2017 | 2018 | 2019 | 2020 | 2021 | 2022 |